# Corypha
Corypha L., 1753 è un genere di piante appartenente alla famiglia delle Arecacee (palme). È l'unico genere della tribù Corypheae.

## Distribuzione e habitat
Comprende specie native di India, Malaysia, Indonesia, e Australia settentrionale.

## Tassonomia
Comprende le seguenti specie:
- Corypha lecomtei Becc. ex Lecomte
- Corypha microclada Becc.
- Corypha taliera Roxb.
- Corypha umbraculifera L.
- Corypha utan Lam.

## Sinonimi obsoleti
- Corypha rotundifolia = Saribus rotundifolius
- Corypha saribus = Livistona saribus
- Corypha thebaica = Hyphaene thebaica